# Festival de les nits blanques

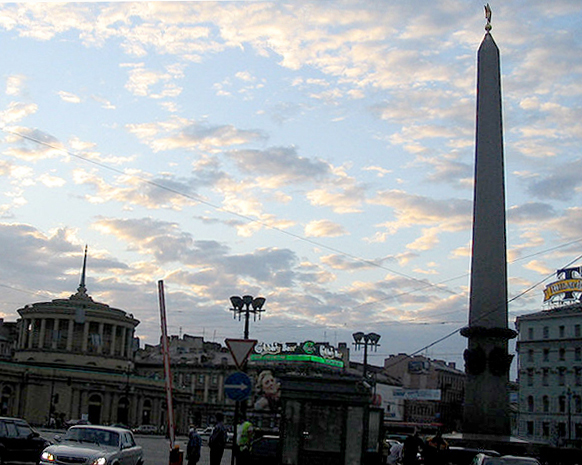
Poixtxad Vostaniia a Sant Petersburg el 28 de juny de 2006 a les 11 h del vespre mostrant el grau de llum solar present durant les Nits Blanques

El Festival de les nits blanques (en rus, Бе́лые но́чи) és un festival internacional d'art que se celebra a la ciutat de Sant Petersburg durant l'època de l'any coneguda com "el sol de mitjanit", en què la llum solar és present durant tota la jornada. Organitzat per l'administració de la ciutat de Sant Petersburg, el festival comença al mes de maig amb les "Estrelles de les Nits Blanques" al Teatre Mariïnski i acaba al final de juliol. Tanmateix, algunes actuacions relacionades amb el festival tenen lloc abans i després d'aquestes dates.

## Punts destacats del Festival de les Nits Blanques

### Ballet clàssic, òpera, música al Festival de les Nits Blanques
Les "Estrelles de les Nits Blanques" (Музыкальный фестиваль «Звезды белых ночей») és una sèrie de ballet clàssic, òpera i actuacions orquestrals al Teatre Mariïnski i a la sala de concerts Mariïnski, i constitueixen la part essencial del Festival de les Nits Blanques. El director artístic del festival és Valery Gergiev.
Durant el festival, hi ha actuacions diàries cada vespre al Teatre Mariïnski (ballet o òpera) i actuacions musicals a la sala de concerts Mariïnski. Tot i que la majoria de les actuacions es fan al vespre, també n'hi ha de matinals.
Les "Estrelles de les Nits Blanques" començaren amb el primer alcalde de St. Petersburg, Anatoli Sobtxak, l'any 1993 i han continuat anualment de llavors ençà. Algunes de les estrelles que hi han actuat ha estat Plácido Domingo, Olga Borodinà, Alfred Brendel, Anna Netrebko, Carlo Maria Giulini, Iuri Temirkànov, Gidon Kremer, Esa-Pekka Salonen, Alexander Toradze, Deborah Voigt, James Conlon i molts altres intèrprets clàssics.

### Celebració de Veles escarlata
La celebració de Veles escarlates a St. Petersburg és l'esdeveniment públic més famós de les Nits Blanques; en rus, es coneix com l'"Alye Parusa". L'esdeveniment més esperat de la celebració és l'espectacular castell de focs que se celebra al final de l'any escolar i que està dedicat als nous graduats.
Aquesta tradició va començar després del final de Segona Guerra Mundial, quan les escoles es van unir per celebrar el final de l'any escolar amb el simbolisme del popular llibre infantil Veles escarlata d'Aleksander Grin. En aquell temps un vaixell amb veles escarlata navegava des del dic anglès passant pel dic de l'almiraltall cap al Palau d'Hivern. Tot i que va ser dissenyat per actualitzar la rovellada propaganda revolucionària, la tradició del "Veles escarlata" ha esdevingut un acte públic molt popular.
Aquesta popularitat, tant del llibre i com del vaixell, es va incrementar després del 1961 amb la pel·lícula Alye parusa, protagonitzada perAnastasiya Vertinskaya i Vasily Lanovoy.

### Carnavals de les Nits Blanques
Una sèrie de carnavals té lloc durant el Festival de les Nits Blanques. El més gran i més internacionalment conegut és el que es realitza al barri de Peterhof de St. Petersburg. Allà actors vestits de l'època de Pere I i Caterina II actuen per reproduir esdeveniments històrics d'aquell període.
Els carnavals del Palau de Caterina i del barri de Pavlovsk, un altre suburbi de St. Petersburg, són famosos per les reproduccions artístiques d'esdeveniments històrics que succeïren en aquells indrets. Durant els carnavals es tradicional utilitzar carruatges d'època per desplaçar-se pels parcs de Caterina i Peterhof.
La Plaça del Palau de St. Petersburg és l'epicentre natural dels nombrosos carnavals en què es mostren disfresses del període dels tsars.

### Actuacions d'estrelles a la Plaça de Palau

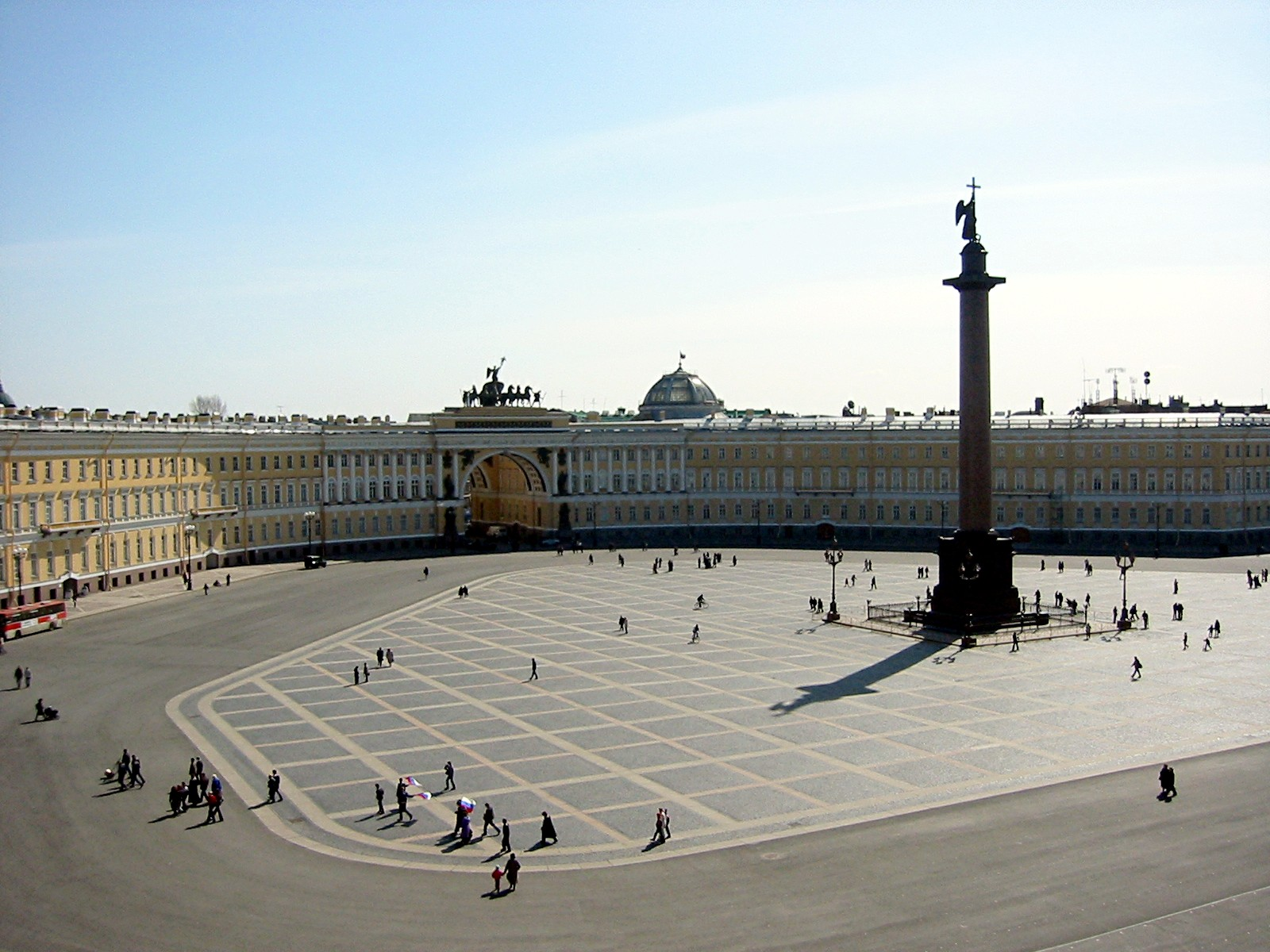
Plaça del Palau amb la vista de la Columna de l'Alexander del Palau d'Hivern

Cada estiu a St. Petersburg, la Plaça del Palau esdevé un escenari per a estrelles internacionals musicals. En aquest escenari han actuat Paul McCartney, The Rolling Stones, Scorpions i molts altres.

## Festival de les Nits blanques en els mitjans de comunicació
Diversos festivals de cinema tenen lloc al voltant de les dates del Festival de les Nits Blanques.